# Alex Bayer
Alexander „Alex“ Bayer (* um 1980) ist ein deutscher Jazzmusiker (Kontrabass, E-Bass, Komposition).

## Leben und Wirken
Bayer, der seine Kindheit weitgehend in Stockholm und Mailand verbrachte, weigerte sich, Blockflöte zu lernen. Als Jugendlicher improvisierte er auf seinem Amiga 500 und schuf Kompositionen im Stil der Musique concrète. Er erlernte zunächst klassische Gitarre, bevor er mit 18 Jahren zum E-Bass fand. Zwischen 2001 und 2006 studierte er an der Hochschule für Musik Nürnberg bei Rudi Engel und Christian Diener. Zudem bildete er sich in Workshops bei Musikern wie Greg Cohen, Jeff Berlin, Diana Gannett, Michael Formanek, Drew Gress, Trevor Dunn, Kai Eckhardt, Skúli Sverrisson, Mark Dresser und Peter Herbert fort.
Bayer gründete 2008 sein Quintett Pentelho, das Kompositionen von ihm spielte, in denen er ungerade Taktarten, Free Jazz und Melodik verknüpfte. 2011 erschien sein gleichnamiges Debütalbum Pentelho, was dazu führte, dass ihn Kritiker als „bayerische Antwort auf Charles Mingus“ bezeichneten. Im Jahr 2019 veröffentlichte er mit seinem neu formierten Quintett das Album Zodiac. Sein drittes Album Radar wurde in anderer Besetzung im Mai 2022 veröffentlicht; es wurde bei BR-Klassik ausführlich vorgestellt. Bayer wurde bescheinigt, dass er mit seinem melodischen Bassspiel „eine starke kompositorische Identität sowie genreübergreifende eigene Soundsignatur“ entwickelt hätte.
Mit Joachim Lenhardt, Volker Heuken und Jan F. Brill gründete Bayer das Quartett Lama. Als Sideman spielt er in Bands wie dem Volker Heuken Sextett, dem EDM-Jazz-Trio Hotties, den Weltmusik-Ensembles Radio Europa (um Jörg Widmoser) und Metropolski Circus Orkestar, dem multinationalen Großensemble "DEr CH-AT Komplex" und dem Barock/Improvisations-Crossover-Projekt Orpheus Has Just Left the Building. Er arbeitete ferner mit Loren Stillman und Bill Elgart (Rundfunkmitschnitt von 2019), mit Tom Tykwer, Nils Wogram, Ronny Graupe, Christian Lillinger, Rudi Mahall/Oliver Steidle, Peter van Huffel, Lars Groeneveld oder Stephan Ebn sowie der Monika Roscher Big Band und dem Sunday Night Orchestra. Er ist auch auf Alben von Wuppinger & l’Orchestre Europa, Julian Bossert, Yara Linss, Pegelia Gold oder Danny Dziuk zu hören.
Bayer ist Gründungsmitglied des Nürnberger Musikkollektivs MetropolMusik. Als Komponist schrieb er auch für Projekte der MetropolMusik Nürnberg und verfasste diverse Bühnenmusiken. Weiterhin ist er als Lehrbeauftragter an der Musikhochschule Nürnberg tätig.

## Diskographische Hinweise
- Pentelho (Label 11 2011, mit Johannes Ludwig, Joachim Lenhardt, Johannes Billich, Marcin Węclewski)
- Zodiac (mono-Ton Records 2019, mit Christopher Kunz, David Soyza, Peter Fulda, Maximilian Breu)
- Radar (mono-Ton Records 2022, mit Stefan Karl Schmid, Roland Neffe, Peter Fulda, Jim Black)